# Rakhee Thakrar
Rakhee Thakrar (Leicester, 29 de fevereiro de 1984) é uma atriz inglesa, conhecida por interpretar Miss Sands na série Sex Education.

## Biografia
Thakrar cresceu na cidade de Leicester, Inglaterra e é descendente de indianos. Quando adolescente, Thakrar envolveu-se com a Hathi Productions, um clube de teatro com sede em Leicester.